# Park prirode Kopački rit
Park prirode Kopački rit je poplavno područje u Baranji, na sjeveroistoku Hrvatske, između rijeka Dunav na istoku i Drave na jugu. Utemeljen je 1976. godine. Park prirode je ukupne veličine 17.700 ha (177 km2), od čega Specijalni zoološki rezervat obuhvaća 8000 ha (80 km2). Administrativno se nalazi u općini Bilje, Osječko-baranjska županija. Najstariji je proglašeni park prirode u Hrvatskoj.
Ime je dobio prema istoimenom selu koje se nalazi na rubu parka, od mađ. kopacs (= kopča) i rét (= močvarna livada). Mađarska riječ kopács također označava predmet koji je raskovan, odnosno razbijen na manje cjeline, što sliči razbijenim cjelinama (šume, tršćaci, jezerca...) u ritu. 
Kopački rit je jedna od najvećih fluvijalno-močvarnih nizina u Europi. Ovo područje tijekom godine značajno mijenja svoj izgled, ovisno o intenzitetu plavljenja, pretežno iz Dunava, te mnogo manje iz Drave. Najveće je rastilište i mrijestilište slatkovodne ribe u Podunavlju i najvažniji ornitološki rezervat u Hrvatskoj. U njemu se svake godine gnijezdi oko 140 vrsta ptica, a velika bioraznolikost od 2000 bioloških vrsta odraz je bogate flore i faune parka.
Dijelovi kopna i ritskih voda čine vrlo složen mozaik, a njihov oblik i funkcija u datom trenutku ovise o količini nadošle vode. Kanali su veza između toka Dunava i Drave, a postoji i splet kanala koji čine vodene veze unutar rita.
Kopački rit uvršten je i u listu ornitološki značajnih područja – IBA (Important Bird Area), a nominiran je i za uvrštenje u UNESCO (Svjetska prirodna baština).

## Povijest Kopačkog rita
Prvu ideju o "Beljskom nacionalnom parku" iznosi prirodoslovac Szecheny 1935. godine. U bivšoj SFRJ, točnije od 1959. Kopačkim ritom upravlja lovno-šumsko gazdinstvo "Jelen" iz Beograda, koje u suglasnosti s tadašnjim zavodom za zaštitu prirode 1958. godine traži proglašenje Nacionalnog parka "Moša Pijade", s čime se ne slaže Konzervatorski zavod iz Zagreba koji je zastupao ideju upravljanog prirodnog rezervata. Tijekom tog razdoblja, izgrađeno je naselje Tikveš i istoimeni dvorac s pripadajućim gospodarskim objektima za lov i rekreaciju tadašnjeg predsjednika Josipa Broza Tita. Angažmanom Drage Getza i nekoliko uglednih prirodoslovaca Kopački rit 1967. zbog svoje očuvanosti, velike bioraznolikosti i ekološke vrijednosti postaje "Upravljani prirodni rezervat". Nekoliko godina kasnije, točnije 1976., uže područje parka je proglašeno Specijalnim zoološkim rezervatom, a šire područje Parkom prirode "Kopački rit", ukupne površine 10.500 ha. Godine 1993. Kopački rit je proglašen međunarodno značajnim močvarnim područjem zaštićen Ramsarskom konvencijom. Od 1997. godine parkom prirode upravlja Javna ustanova "Park prirode Kopački rit". Odlukom Hrvatskog Sabora Park prirode je proširen 1999. na sadašnjih 17.700 ha površine.
Pitanje treba li Kopački rit biti proglašen nacionalnim parkom se otvaralo više puta. Zahtjevi su ponovljeni 1958., 1982. i 1999. godine. Zagovaratelji statusa nacionalnog parka smatraju kako bi se time poboljšao razvoj ekološkog turizma i pozivaju se na činjenicu da su svi nacionalni parkovi u Hrvatskoj vezani uz fenomen krša. U istočnoj Hrvatskoj tako još uvijek nije proglašen niti jedan nacionalni park.
Tijekom povijesti je u nekoliko navrata na području današnjeg Parka prirode proglašavana "ekološka katastrofa". Tijekom prekopavanja hulovskog kanala 1969. u ritu je izgubljeno 3000 ha površine pod vodom. Te godine Kopačko jezero je gotovo presušilo. Godine 1985. je u jezero Sakadaš iscurio gnoj svinjogojske farme iz Darde, čime je uginuo veliki broj ribe. Ljudskim djelovanjem, izlovom ribe i odstrjelom ptica i divljači narušava se ekološka ravnoteža. Tijekom Domovinskog rata, dio parka je miniran, a čišćenje parka je otežano jer su mine ukopane u močvarni mulj. U Posebnom zoološkom rezervatu pod minama je oko 3700 ha površine.

## Geografska obilježja
Reljef područja Kopačkog rita je rezultat rada vode, rijeka Dunava i Drave te poplavnih voda koje plave područje. Rijeke u svom toku stvaraju sprudove i otoke. Stalna plavljenja i valovi vode na jednom mjestu produbljuju teren tvoreći polumjesečaste udubine, dok na drugom mjestu talože materijal kojeg nosi rijeka. Tako nastaju udubljenja (bare) i povišena područja (grede) koja daju valoviti izgled. Udubljenja se ispune vodom i predstavljaju jezera ili bare. Više uzastopnih udubljenja se spaja i povezuju s Dunavom tvoreći prirodni kanal (fok) preko kojega se udubine pune i prazne. Ti prirodni kanali (foke) su često umjetno produbljivani.
U parku se nalaze dva veća jezera, Kopačko jezero te jezero Sakadaš koji su jedine stalne površine pod vodom. Kopačko jezero je s površinom 220 ha (prosječna površina) ujedno i najveće jezero u parku. Dubine je 1,5 do 5 metara i nalazi se u središtu parka. Jezero Sakadaš je sa 7 metara najdublje jezero parka i najdublja udubina rita.
Rit je godišnje poplavljen u prosjeku 99 dana, dok je čitava površina pod vodom prosječno 32 dana. Poplavni val dolazi početkom proljeća za vrijeme dizanja vodostaja Drave i Dunava zbog topljenja snijega u Alpama. Vrhunac poplavnog vala je između travnja i svibnja, a do kraja ljeta vode se popuno povuku iz rita. Najvažnija veza Dunava i rita je Hulovski kanal, dug 6 km i širok 34 metra. Glavna veza rita i Drave je kanal Renovo, dug 3 kilometra i širok do 20 metara. Najduži kanal je Stara Barbara, duljine 26,7 kilometara koji teče paralelno s Dravom.
U Kopačkom ritu prevladava umjerena kontinentalna klima.

## Flora
Zbog specifičnog mikroreljefa i neprestanog plavljenja, na području Kopačkog rita razvijaju se različiti tipovi vegetacije. S jedne strane to su različiti tipovi šuma, a s druge strane močvarna i vodena vegetacija, dok je uz veću koncentraciju divljači i antropogeni utjecaj vezana nitrofilna i travnjačka vegetacija. Od šumskih zajednica najveće površine u ritu prekriva šuma bijele vrbe (Salix alba) koja može podnijeti visoke i dugotrajne poplave. Na nešto višim terenima, gdje su poplave kratkotrajnije razvija se šuma bijele vrbe i crne topole (Populus nigra), a na još uzdignutijim mjestima nalaze se i hrastove šume -na nižim terenima šuma hrasta lužnjaka i velike žutilovke (Genista tinctoria), a na sušim područjima šuma hrasta lužnjaka i graba (Carpinus betulus).
Najveće vodene površine unutar rita pokriva vodena i močvarna vegetacija s mnogobrojnim zajednicama. Tu se miješaju zajednice vodenih leća, od kojih je najčešća zajednica Spirodela polyrhiza. U mozaiku s drugim vodenim zajednicama javljaju se i zajednice mrijesnjaka (Potamogeton gramineus), zajednica krocnja (Myriophyllum) i lokvanja (Nuphar). No najveće površine zauzima zajednica plavuna (Nymphoides peltata). Uz rubove jezera i kanala te na povremeno plavljenim površinama najrasprostranjeniji su šašine (Scirpus) te zajednice visokih šaševa (Carex: Carex elata; Carex vesicaria). One zauzimaju goleme površine rita i daju mu karakterističan izgled. Sveukupno, četrdesetak biljnih zajednica i preko tri stotine flornih vrsta govori o velikoj vegetacijskoj raznolikosti Kopačkog rita.
2010-tih godina prvi puta uočena je i američka vrsta Viseći šaš (Scirpus pendulus).

## Fauna
Autohtona flora Kopačkog rita pruža povoljne životne uvjete raznovrsnim predstavnicima beskralježnjaka. Do danas je utvrđeno više od 400 vrsta beskralježnjaka između kojih je i nova forma školjkaša – Unio tumidus kopaciensis. Kopački rit je najveće mrjestilište i rastilište riba Podunavlja. Na temelju podataka ulova, 44 vrste riba je do sada zabilježeno, od kojih se veličinom populacije ističu: šaran (Cyprinus carpio), štuka (Esox lucius), som (Silurus glanis) i smuđ (Stizostedion lucioperca). Nepregledni trščaci, šume i bare Kopačkog rita te okolni pašnjaci pružaju idealne uvjete za život mnogim vrstama sisavaca: obični jelen (Cervus elaphus), obične srne (Capreolus capreolus), divlja svinja (Sus scrofa), divlja mačka (Felis silvestris), obični jazavac (Meles meles) i dr.
Osnovnu ekološku prepoznatljivost Kopačkog rita čini fauna ptica. Zabilježeno je čak 285 vrsta ptica, od kojih 141 vrsta redovno ili povremeno gnijezdi u ritu. Posebno su zanimljive one vrste ptica koje gnijezde u velikim kolonijama – čaplje (Ardea cinerea, Ardea purpurea), obični galeb (Larus ridibundus), bjelobrada čigra (Chlidonias hybrida), veliki vranac (Phalacrocorax carbo) i druge. Na području Kopačkog rita gnijezdi i preko 20 pari orla štekavca (Haliaeetus albicilla), vrsta koja je ugrožena u svjetskim razmjerima. A od ostalih ugroženih europskih vrsta redovito gnijezdi 5 pari crnih roda (Ciconia nigra), 4 do 5 pari stepskog sokola (Falco cherrug), 40 parova malih bijelih čaplji (Egretta garzetta) te oko 100 pari divljih gusaka (Anser anser). U Kopačkokom ritu gnijezdi i više stotina parova patke njorke (Aythya nyroca), koja je jedna od najugroženijih europskih vrsta. Prilikom proljetne i jesenske selidbe, Kopački rit predstavlja vrlo značajno odmorište za mnoge vrste ptica močvarica te tada u ritu boravi i više stotina tisuća ptica.

## Turizam
Park prirode Kopački rit ima veliko turističko značenje u Osječko-baranjskoj županiji jer više od trećine turista godišnje posjeti rit. Sam park ima veliki turistički potencijal. Osim očuvane prirode i bogate flore i faune ističe se i kulturno-povijesna baština. U naselju Tikveš je dvorski lovno-rezidencijalni kompleks iz 19. stoljeća (koristili su ga kralj Aleksandar i predsjednik Tito) i lovačka ladanjska vila.
Vrlo brzo se razvija seoski turizam i ekoturizam, ali je još uvijek manje zastupljen od lovnog turizma i rekreativnog ribolova.

## Vanjske poveznice
|  | Zajednički poslužitelj ima još gradiva o temi Kopački rit |

- Službena stranica
- Javna ustanova "Park prirode Kopački rit"